# Bélmegyer
Bélmegyer je vas na Madžarskem, ki upravno spada pod podregijo Békési Županije Békés.